# Autostrada A18

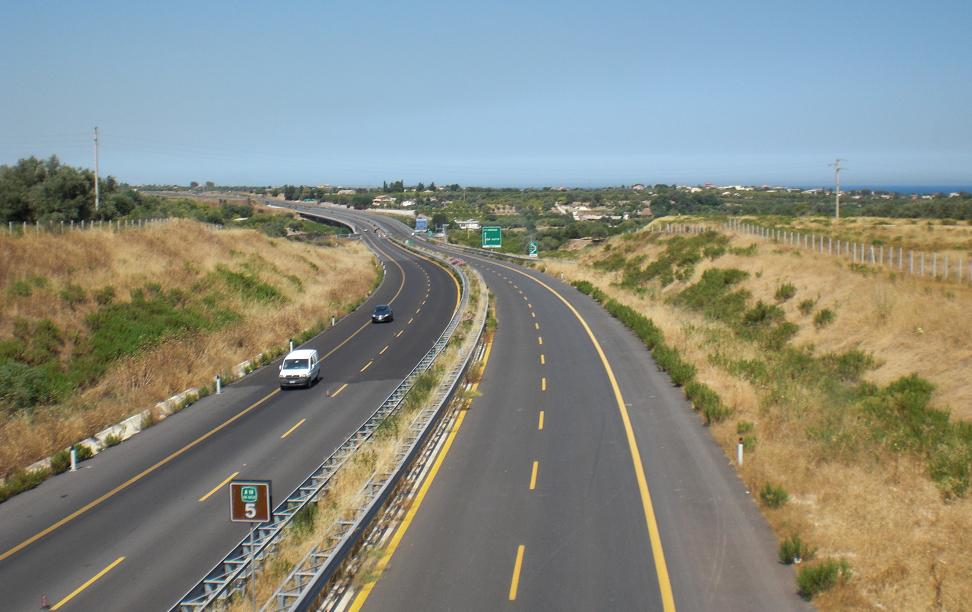
L'autostrada A18 cerca de la
salida de Noto.

La Autostrada A18 está una autopista siciliana que conecta Mesina con Catania y Siracusa con Modica. La primera parte tiene 77 km de longitud y es de peaje, la segunda 59 km i es libre. Su gestión corre a cargo del Consorzio Autostrade Siciliane.  
La autopista cuenta con enlaces con la A20 (Mesina-Palermo), la carretera de circunvalación de Catania y la A19 (Catania - Palermo). Según el proyecto inicial, la autopista debería continuar hasta Gela, pasando por Ragusa. Hoy el segundo tramo de la autopista termina cerca de Modica , tras la inauguraćion de un nuevo tramo de 13 km hasta la salida por "Modica", lo que permite de llegar también a Ragusa y Scicli, la autopista es lunga 59 km. Después de Modica, la obra está en proyecto.

## Recorrido
| Acceso                                          | ↓km↓                | ↑km↑                |
| Provincia de Mesina                             | Provincia de Mesina | Provincia de Mesina |
| ----------------------------------------------- | ------------------- | ------------------- |
| Barriera Mesina Sud - Tremestieri               | 0,0                 | 75,6                |
| Roccalumera                                     | 21,3                | 54,3                |
| Taormina                                        | 35,2                | 40,4                |
| Giardini Naxos                                  | 41,0                | 34,6                |
| Provincia de Catania                            |                     |                     |
| Fiumefreddo                                     | 47,4                | 28,2                |
| Giarre                                          | 58,7                | 16,9                |
| Acireale                                        | 68,9                | 6,7                 |
| Barriera Catania Nord - San Gregorio di Catania | 75,6                | 0,0                 |

| Acceso                         | ↓km↓                  | ↑km↑                  |
| Provincia de Siracusa          | Provincia de Siracusa | Provincia de Siracusa |
| ------------------------------ | --------------------- | --------------------- |
| Siracusa                       | 47,5                  | 41,9                  |
| Barriera Cassibile in projecto | 39,5                  | 30,6                  |
| Cassibile                      | 11,3                  | 38,1                  |
| Avola                          | 16,7                  | 33,5                  |
| Noto                           | 24,6                  | 23,0                  |
| Rosolini                       | 41,9                  | 7,5                   |
| Ispica-Pozzallo                | 47,5                  | 12,0                  |
| Modica                         | 59,0                  | 0,0                   |
| Strada statale 194 Ragusana    |                       |                       |